# آندرس دی‌الساندرو
آندرس دی‌الساندرو (اسپانیایی: Andrés D'Alessandro‎؛ زادهٔ ۱۵ آوریل ۱۹۸۱) یک بازیکن فوتبال اهل آرژانتین است.

## باشگاهی
از باشگاه‌هایی که در آن بازی کرده‌است می‌توان به ریور پلاته، وولسفبورگ، پورتموث، رئال ساراگوسا، سن لورنزو، اینترناسیونال اشاره کرد.

## تیم ملی
وی همچنین در تیم ملی فوتبال آرژانتین بازی کرده‌است.